# 西红脚隼

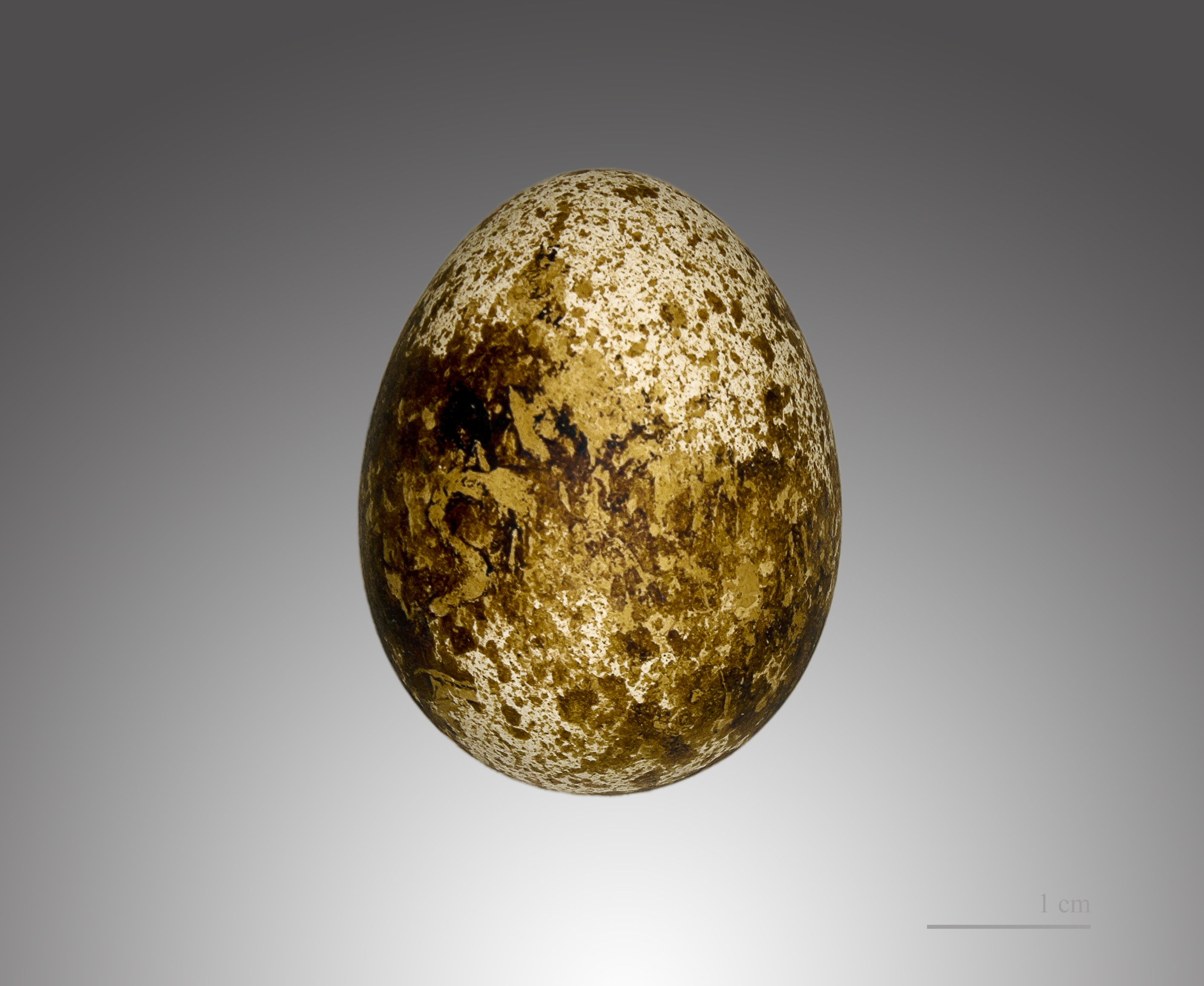
Falco vespertinus

西紅腳隼（Falco vespertinus）又名紅足隼，是一種猛禽，屬於隼科，主要可見於東歐與亞洲，其族群由於棲地減少以及狩獵活動而逐漸減少。西紅腳隼在冬季會遷徙至非洲地區過冬，除此之外，在西歐也可見其蹤跡，第一次出現在北美的紀錄則於2004年的8月。
成年雄隼擁有一身藍灰色的羽毛，以及紅色的尾羽及鳥腳；雌隼則有灰色的背羽和翅膀、橙色的頭部，以及附帶黑色條紋的白色面部。紅腳隼身長約28到34公分；翅膀張開則寬約65到75公分。主要獵物是大型昆蟲，偶而會捕食其他小型鳥類或哺乳類。

## 特征
雄鸟体长约30厘米，通体主要呈石板灰色；只有肛周、尾下覆羽和两腿为棕红色；雌鸟大部分体羽呈暗灰色，布满黑褐色纵纹；肛周以后至两腿均为橙黄色。

## 分布
多见于有少量树木覆盖的开阔的平原。该物种的模式产地在俄罗斯列宁格勒（今圣彼得堡）。

## 保护
- 中国国家重点保护野生动物名录等级：二级

## 名称及分类
红脚隼/阿穆爾隼（学名：Falco amurensis）曾为其亚种，拆分前物种中文名为「红脚隼」，拆分后，中国大陆及台湾称为红脚隼，香港称为阿穆尔隼；中国大陆称为西红脚隼，IOC世界鸟类多语言名录的繁体中文名为红足隼。

## 外部連結
维基共享资源上的相關多媒體資源：西红脚隼
 維基物種上的相關：西红脚隼